# Autobusna linija br. 159 u Zagrebu
Linija 159 (Savski most – Strmec Odranski) prigradska je autobusna linija u Zagrebu.
Prometuje radnim danom i subotom na trasi: Savski most – Jadranski most – Remetinečka cesta – Naletilićeva ulica – Strmec Odranski (Prigradska ulica → Zadvorska ulica → Hudobička ulica I. odvojak → Strmečka ulica → Ulica svete Ane → Obreška cesta)
Povezuje Botinec i naselja Zadvorsko, Hudi Bitek i Strmec sa Savskim mostom gdje se ostvaruje presjedanje na tramvaj.

## Vanjske poveznice
- Vozni red linije 159

1. ↑  Datoteke u GTFS formatu. zet.hr. Pristupljeno 5. lipnja 2025. - Sadrži informacije tijela javne vlasti u skladu s Otvorenom dozvolom